# Mercedes-Benz C218
Mercedes-Benz W218 — люкс-купе, друге покоління автомобілів Mercedes-Benz CLS-класу, німецького преміум-автовиробника Mercedes-Benz. Випущений в двох варіантах: в 4-х та 5-дверному (Shooting Break) кузові, що збудовані на платформі Mercedes-Benz E-класу (212-й кузов).
Чотиридверна модель (заводський індекс C218), продається з 29 січня 2011 року. Вперше автомобіль був показаний на автомобільному автосалоні в Парижі 2010 року.
6 жовтня 2012 року сімейство моделей CLS-класу доповнено п'ятидверним легковим автомобілем з кузовом універсал-купе під назвою Mercedes-Benz CLS Shooting Break (заводський індекс X218).

## Технічні характеристики
Кузов у CLS другого покоління розроблений заново. Загальна частка міцних і надміцних сортів сталі в конструкції доведена до 72 %. Жорсткість кузова на вигин збільшилася на 28 %, а на кручення — на 6 %. Також більш широко застосований алюміній: з нього зроблені двері, капот, кришка багажника, більшість деталей двигунів і підвіски. CLS — перший у світі автомобіль, що володіє світлодіодними активними фарами.
На даний момент доступно 2 бензинових і 2 дизельних двигуна. Бензинові — V6 об'ємом 3.5 л потужністю 306 к.с. і обертовим моментом 370 Нм з системою безпосереднього вприскування третього покоління BlueDirect і новий V8 об'ємом 4.6 л потужністю 408 к.с. і обертовим моментом 600 Нм. Дизельні двигуни — це чотирициліндровий бітурбодвигун об'ємом 2.1 л потужністю 204 к.с. і обертовим моментом 500 Нм і V6 об'ємом 3.0 л потужністю 265 к.с. і обертовим моментом 620 Нм.
Коробка передач — семиступінчастий «автомат». Також в базове оснащення версій CLS 250 CDI, CLS 350 і CLS 500 включена система start/stop. Завдяки чому Mercedes-Benz CLS 350 затрачає на 2,3 л (всього 6,8 л/100 км) менше попередника з мотором V6 3.5.
Автомобіль може похвалитися активними амортизаторами в стандартному оснащенні, а список додаткового устаткування включає в себе: пневмопідвіску Airmatic, рульове управління із змінним передавальним відношенням, мультиконтурні сидіння з підігрівом і вентиляцією, систему Attention Assist, що стежить, щоб водій не заснув за кермом, і система превентивної безпеки Pre-Safe нового покоління.
Вартість в Німеччині нового купе становить 59 857 євро за CLS 250 CDI, 63 427 євро за CLS 350 CDI і 64 617 євро за CLS 350.
У вересні 2014 року CLS і CLS Shooting Brake модернізували.

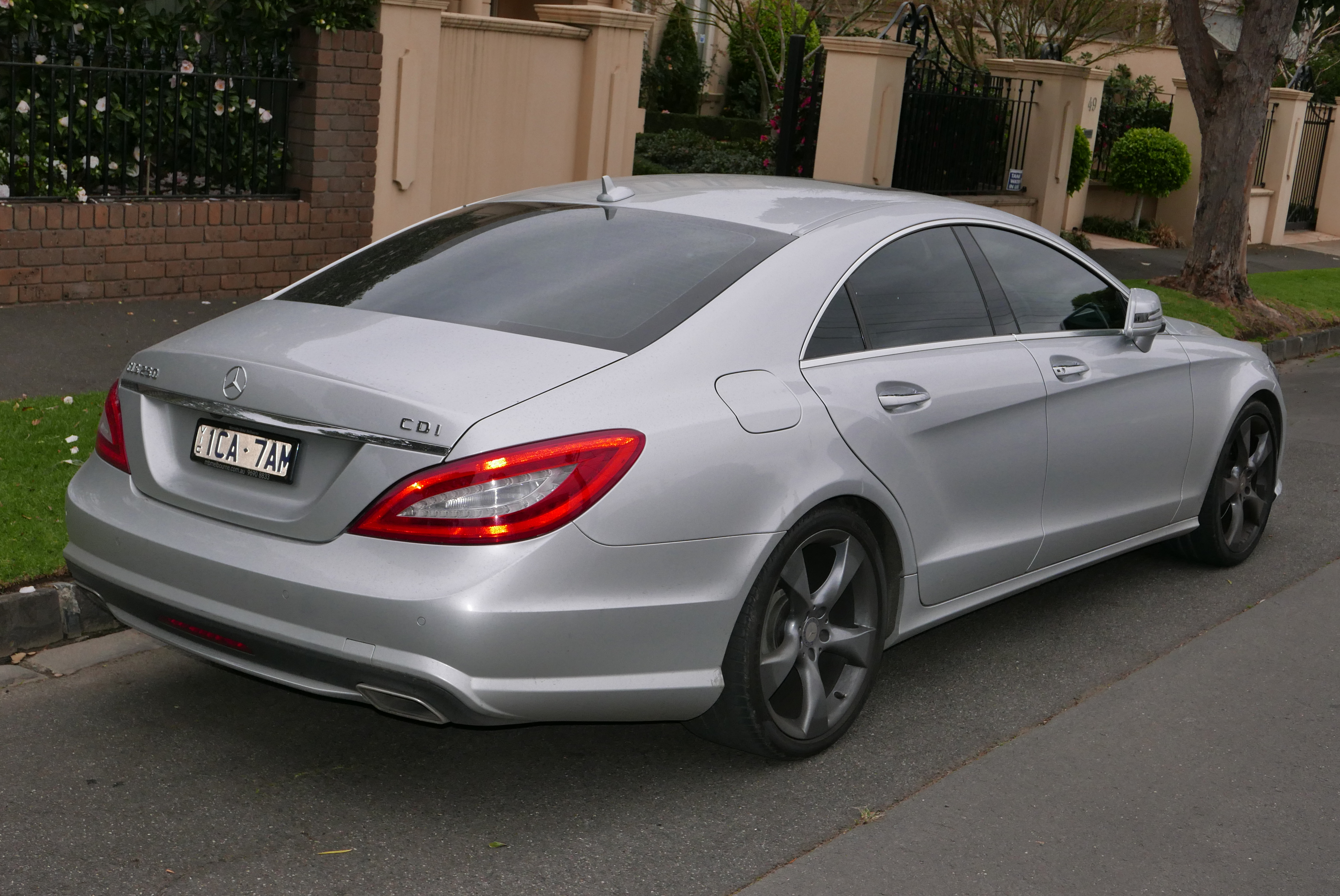
Mercedes-Benz CLS 250 CDI (2011-2014)
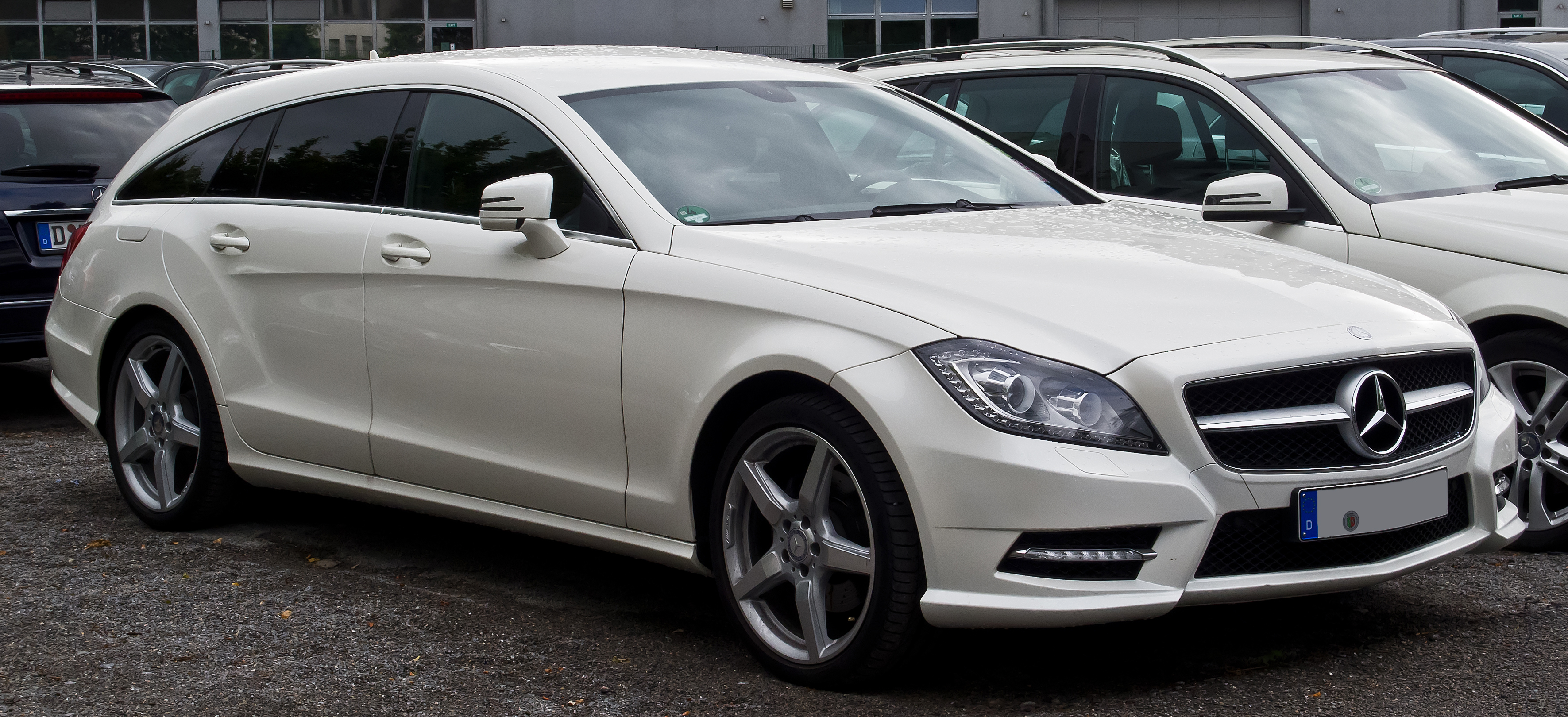
Mercedes-Benz CLS 350 CDI BlueEFFICIENCY Shooting Brake Sport-Paket AMG (2012-2014)
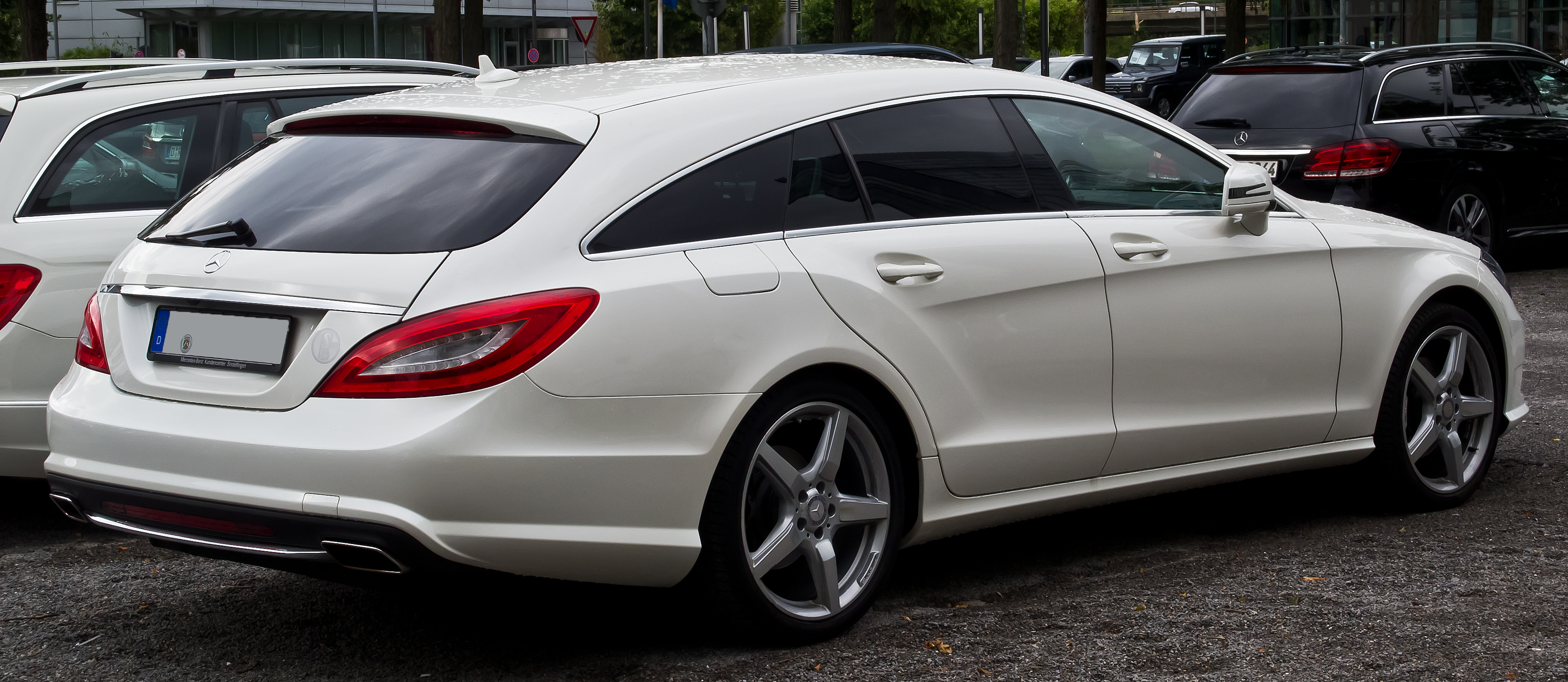
Mercedes-Benz CLS 350 CDI BlueEFFICIENCY Shooting Brake Sport-Paket AMG (2012-2014)
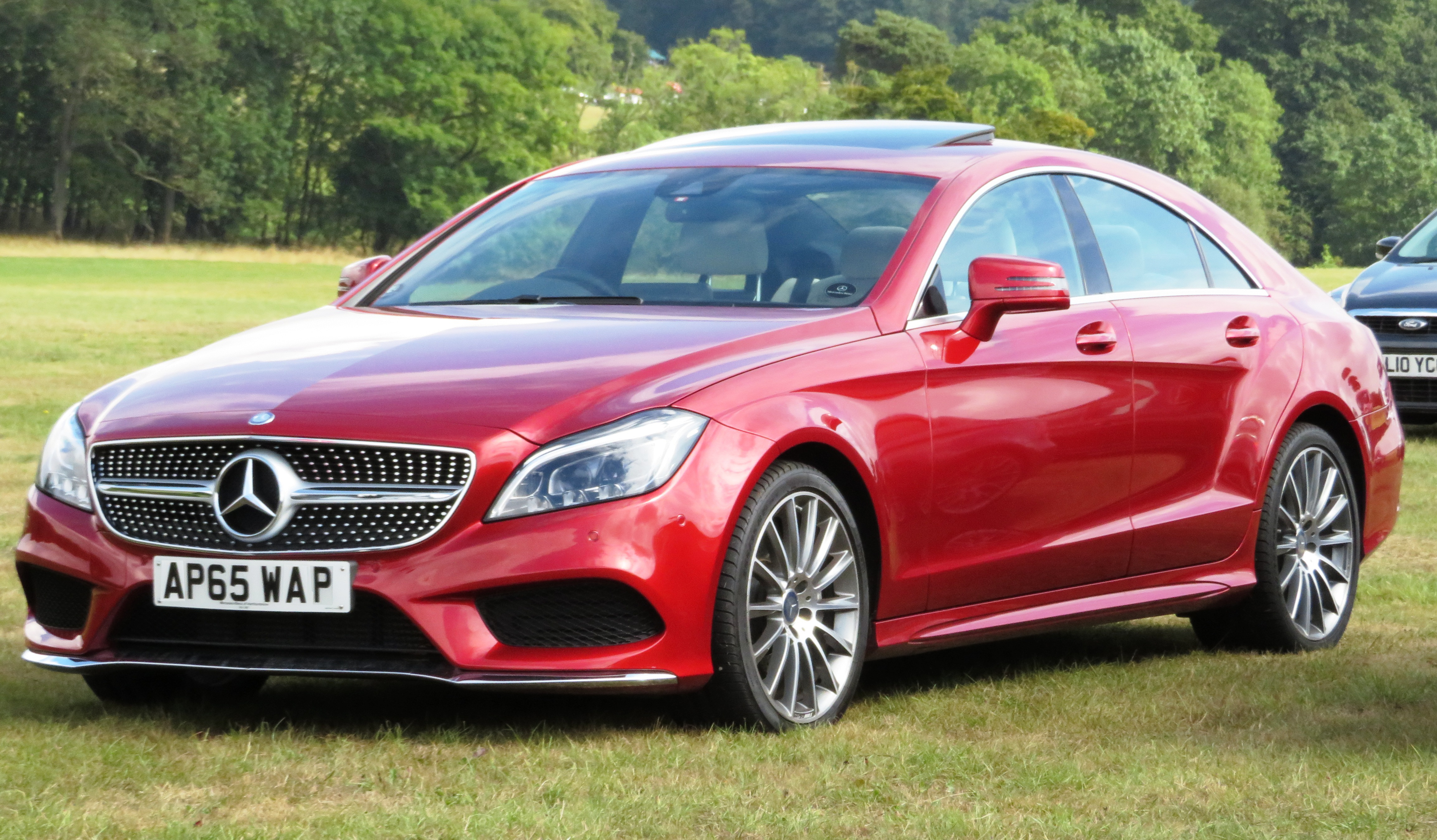
Mercedes-Benz CLS 350d (2014-2018)
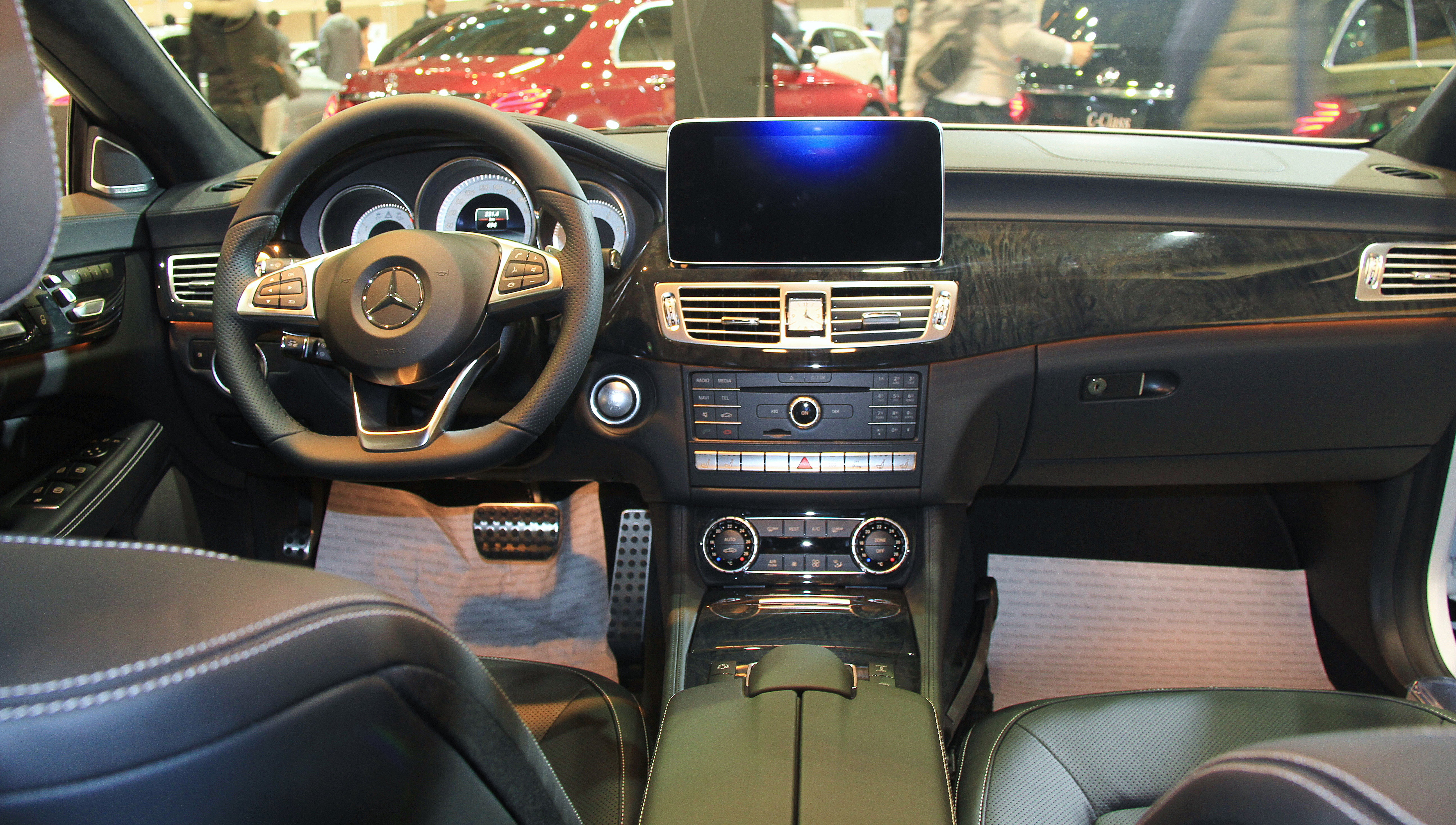

### Двигуни
Бензинові:
3*.5 L M276 V6
- 4.7 L M278 twin-turbo V8
- 5.5 L M157 twin-turbo V8

Дизельні:
- 2.1 L OM651 twin-turbo I4
- 3.0 L OM642 turbo V6

## CLS63 AMG

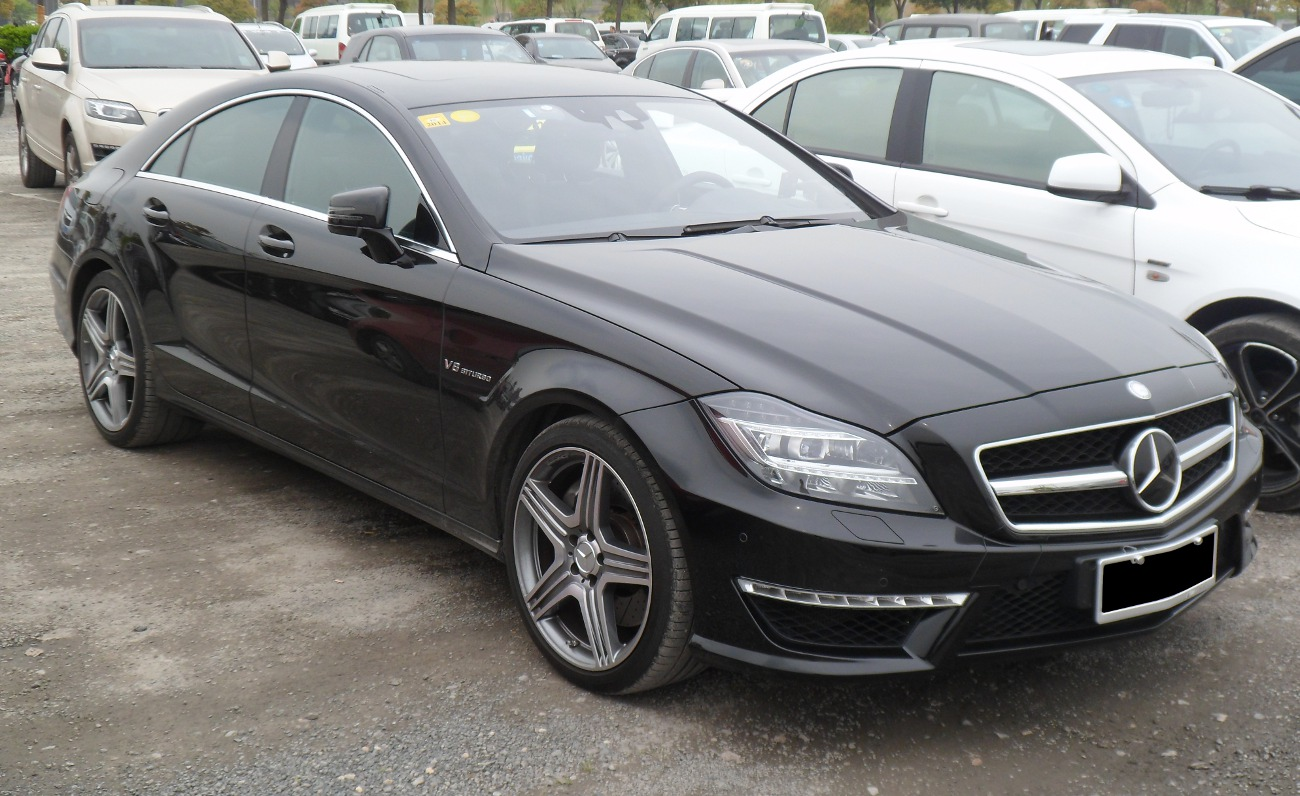
Mercedes-Benz CLS 63 AMG

Mercedes-Benz на автосалоні в Лос-Анджелесі представила «заряджену» версію CLS другого покоління — CLS 63 AMG. Автомобіль буде оснащений 5,5 л «бітурбовісімкою» M157 потужністю 525 к.с. і обертовим моментом 700 Нм агрегатований з семиступінчастою роботизованою КПП AMG Speedshift MCT. Також буде доступний спорт-пакет AMG «Performance Package». З встановленим спорт-пакетом потужність двигуна збільшиться до 558 к.с., а максимальний обертовий момент до 800 Нм. Динамічні характеристики поки не повідомляються. Автомобіль розганяється до 97 км/год за 4,4 с, а із спорт-пакетом AMG — за 4,3 с. Максимальна швидкість дорівнює 250 і 300 км/год для стандартного CLS 63 AMG і зі спорт-пакетом відповідно.
Підвіска може похвалитися активною змінним кліренсу залежно від дорожньої ситуації, завдяки заднім пневмоелементам (спереду — звичайні сталеві пружини). Амортизатори адаптивні, електроннокеровані. Є три настройки жорсткості: Comfort, Sport і Sport Plus. Крім того для більшої стійкості була збільшена передня колія на 24 мм і замінений стандартний електропідсилювач рульового управління електрогідравлічним, який налаштовує «різкість» керма виходячи з обраного алгоритму роботи амортизаторів. На всіх колесах встановлені 360-мм дискові перфоровані вентильовані гальмівні диски.
Крім того CLS63 AMG отримає більш агресивну зовнішність і модернізований інтер'єр, в якому з'являться спортивні сидіння, рульове колесо меншого діаметра і карбонові елементи обробки. Також з'явиться комплектація Launch Edition, яка відрізняється матовим забарвленням кузова «Manganit Gray Magno» і більш шикарним оформленням інтер'єру.

## Тюнінг

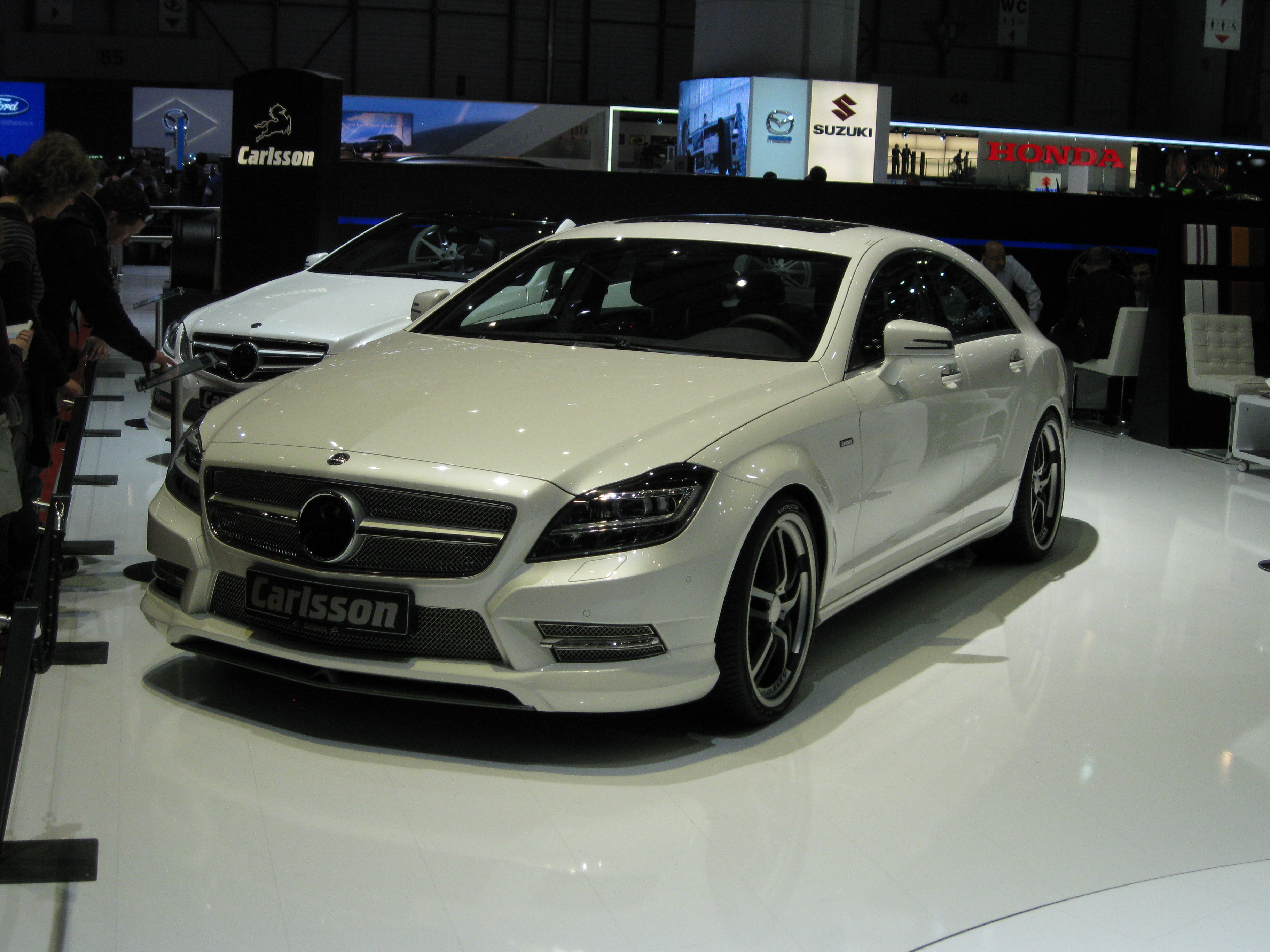
Mercedes-Benz CLS від компанії Carlsson

### Carlsson
Першим тюнінг-ательє, що доопрацьовало оновлений CLS, стала компанія Carlsson. Вона допрацювала версії з турбодизелем 3,0 і бензиновою шісткою 3,5, додавши їм перепрошивкою блоку управління двигуном 55 к.с., 160 Нм і 27 к.с., 40 Нм відповідно для дизельного і бензинового двигунів. У результаті до сотні обидві версії розганяються за 5,9 с (було 6,1 і 6,2 відповідно). Варто відзначити що після перепрошивки обидві «шістки», як і раніше відповідають нормам токсичності Євро-5.
На автомобіль встановлений фірмовий модуль управління C-Tronic, який зменшує кліренс на 30 мм і регулює хід і жорсткість пневмопідвіски в залежності від дорожньої ситуації.
На CLS встановили новий передній бампер з іншими бічними повітрозабірниками, які прикрашені смужками діодів, і спойлером. Боді-кіт, крім того, включає накладки на порогах, повітроводи на передніх крилах, задній бампер з вбудованим дифузором і патрубками випуску, а також іншу кришку багажника, кромка якої виконує функцію спойлера.

### Brabus
Для другого покоління CLS компанія Brabus представила на Женевському автосалоні 2011 року 2-ва доопрацьованих автомобіля з турбодизельними двигунами. На версію з 3,0 л дизелем встановлений блок керування, названий ECO PowerXtra D6S (відповідає вимогам Євро-6). В результаті двигун видає потужність 313 к.с. і крутний момент 690 Нм замість 265 і 620 відповідно. На молодшу модель з 2,1 л дизелем був встановлений комплект блоку ECO PowerXtra D4, що дозволило збільшити віддачу двигуна на 31 к.с. і 60 Нм.
Підвіска пропонується або з укороченими пружинами (-30 мм), або з пневмоелементів з перепрограмованою керуючою електронікою (-35 мм).
Крім того був сконструйований новий обвіс. Він включає в себе поліуретанові накладки на пороги (з діодним підсвічуванням знизу) і на стандартний передній бампер, включаючи спліттер, видозмінену нижню секцію заднього бампера зі світловідбивачем по центру та невеликий спойлер на кромці кришки багажника.

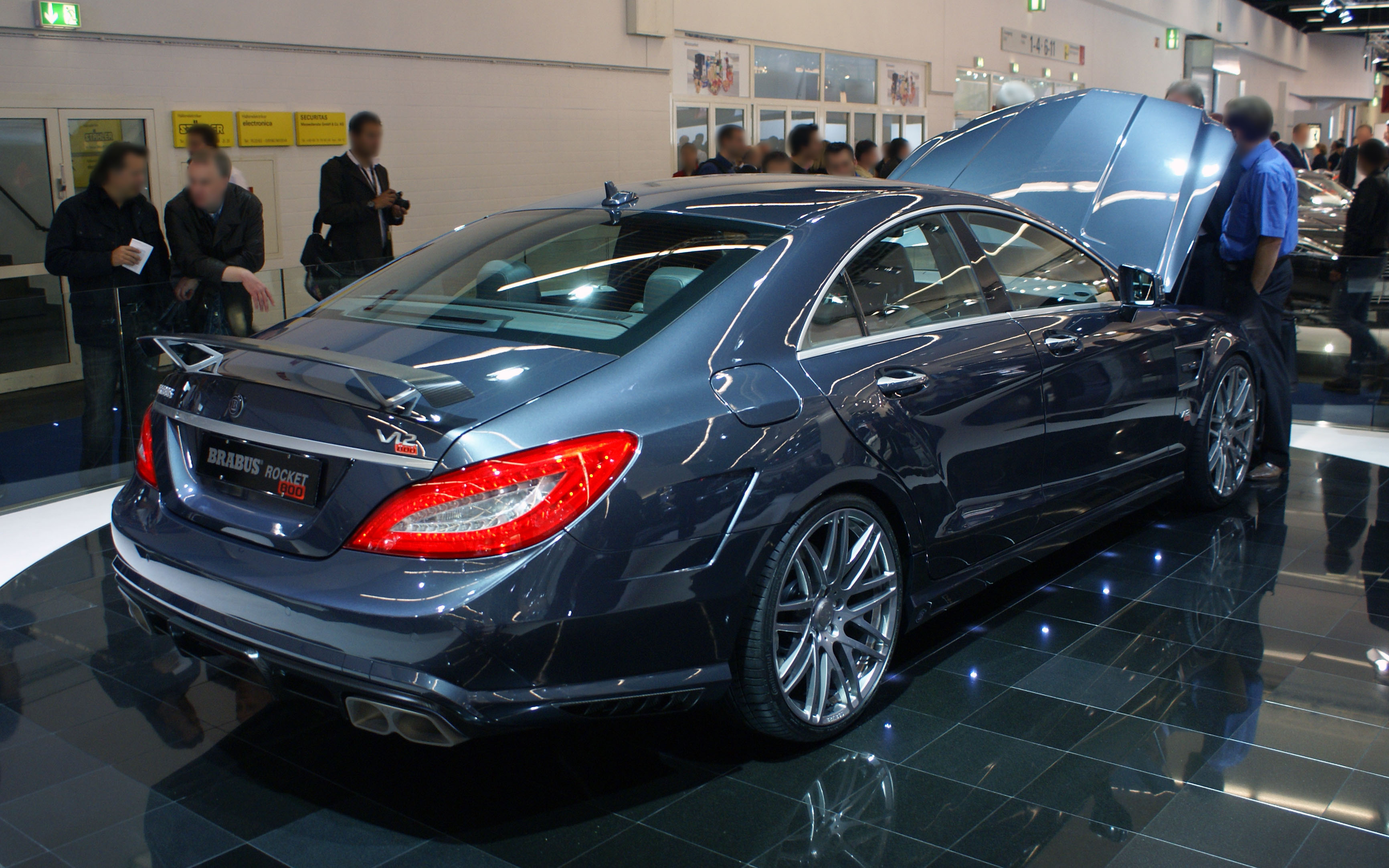
Brabus Rocket 800 (C218)

#### Rocket 800
На Франкфуртському автосалоні 2011 року ательє Brabus представило «заряджений» Mercedes-Benz CLS другого покоління. Автомобіль назвали Brabus Rocket 800. Цифра в назві говорить про потужність двигуна з двома турбонаддувами із збільшеним з 5,5 до 6,3 л об'ємом. Максимальний крутний момент становив би 1420 Нм, але електрніка обмежує його на рівні 1100 Нм. Двигун агрегатується з роботизованою коробкою передач Quick-Shift. Крім того була перенастроєна підвіска автомобіля спільно з фахівцями компанії Bilstein. Автомобіль отримав посилені гальма з перенастроєною системою Brake Assist. Спереду встановлені вентильовані гальмівні диски діаметром 380 мм і 12-поршневі супорти, а ззаду — діаметром 360 мм і шестипоршневі супорти.
Brabus Rocket 800 одягли у агресивний обвіс з численними повітрозабірниками для охолодження двигуна. В інтер'єрі з'явилися спортивне кермо, обробка шкірою, вставки з вуглеволокна і алюмінію.
За заявою виробника автомобіль може развити швидкість понад 370 км/год, але її обмежують на позначці 350 км/год. Розгін до «сотні» займає 3,7 с, до 200 км/год — 9,8 с, а до 300 км/год — 23,8 с.
Автомобіль виготовляється на замовлення, а його вартість починається від 429 000 євро.